# Aniz
Aniz és un dels 15 llocs que integren la Vall de Baztan, situat a 37 quilòmetres de Pamplona, en la Comunitat Foral de Navarra, Merindad de Pamplona. Al seu terme municipal hi ha nombroses esteles discoïdals.

## Demografia
| 2000 | 2001 | 2002 | 2003 | 2004 | 2005 | 2006 | 2007 | 2008 | 2009 | 2010 |
| ---- | ---- | ---- | ---- | ---- | ---- | ---- | ---- | ---- | ---- | ---- |
| 60   | 61   | 61   | 64   | 61   | 60   | 69   | 68   | 65   | 69   | 73   |